# Juego ganar ganar
Un juego ganar-ganar es un juego provechoso para todos, pues se diseña de manera que todos los participantes puedan beneficiarse de uno u otro modo. En la resolución de conflictos, una estrategia ganar-ganar es un proceso de resolución que logra contentar a todos los participantes.

## Tipos
- En teoría de juegos (matemática), tales juegos también se llaman juegos de no-suma-cero.
- En el contexto de juegos de dinámica de grupos, los juegos ganar-ganar también se llaman “juegos cooperativos”, “nuevos juegos” o “juegos sin perdedores”.
- En lenguaje coloquial, una situación de ganancia para todos se refiere a menudo a una situación donde una se beneficia, y no necesariamente con pérdidas de otros.
- Ganar-ganar-ganar es el escenario donde todas las partes ganan, y el hombre intermedio gana como negociador con éxito.
- El perfil del conflicto de Thomas Kilman (TKI) es un modelo simple que revela las preferencias bajo tensión y presión.

Un estilo colaborativo se considera que está enfocado a ser provechoso para todas las partes.

## Dinámicas de grupo
Los juegos de dinámica ganar-ganar exigen que sea posible articular los intereses de partes complementadas, consiguiendo beneficios para todos, aunque no se trate necesariamente del mismo tipo de beneficios. 
Los juegos ganar-ganar en Dinámicas de Grupo, han sido cada vez más populares desde el final de la guerra de Vietnam, y se han aplicado con éxito a todos los niveles sociales.
Los juegos ganar-ganar en 'Dinámicas de Grupo' acentúan la importancia de la cooperación, diversión, distribución, cuidando y sobre todo tratando de alcanzar el éxito total del grupo, en contraste con la dominación, comportamiento egoísta, y mejora exclusivamente personal. Se trata a todos los jugadores como igualmente importantes y valiosos. Los juegos ganar-ganar a menudo también llevan un mensaje ético de cuidado con el entorno y un acercamiento holístico a la vida y a la sociedad. Los juegos ganar-ganar son una poderosa herramienta para dar autoconfianza, potenciando la experiencia "nosotros", especialmente cuando se ha sufrido aislamiento emocional.
Un ejemplo sería un juego donde todos los jugadores intentan llevar una “bola de la Tierra" enorme (de varios metros de diámetro) sobre sus cabezas mientras que negocian como evitar un obstáculo. Éste es un ejemplo típico de un juego provechoso para todas las partes por varias razones:
- No hay perdedores (todos disfrutan de la tarea realizada).
- Todos los jugadores están implicados (nadie es abandonado o dejado fuera).
- El juego está trabajando psicológicamente en muchos niveles (comunicación, apoyo, diversión en grupo, etc)

Obsérvese que también hay juegos ganar-ganar matemáticos; en este caso se hace referencia a los juegos de no-suma-cero. Tales juegos son representados a menudo simplemente por una matriz de desembolsos.

## Enfoque ganar-ganar en la negociación
Se dice de uno de los cuatro enfoques que puede haber en una negociación:
- Pierdo-gana
- Pierdo-pierde
- Gano-pierde
- Gano-gana

El primer término se refiere a la percepción de la propia persona del estado de la negociación para ella misma y el segundo término para la percepción de la propia persona del estado de la negociación para la otra persona (adversario o contraparte).
Estos estados significarían:
(Él) Gana: La otra persona obtiene acuerdos por encima de sus objetivos mínimos.
(Él) Pierde: La otra persona obtiene acuerdos por debajo de sus objetivos mínimos.
(Yo) Gano: Obtengo acuerdos por encima de mis objetivos mínimos.
(Yo) Pierdo: Obtengo acuerdos por debajo de mis objetivos mínimos.
El enfoque Gano-gana es el más honesto, ya que su intención sería que ambas partes saliesen beneficiadas en dicha negociación .